# Erie County (Ohio)
 For alternative betydninger, se Erie County. (Se også artikler, som begynder med Erie County)
Erie County er et county i den amerikanske delstat Ohio. Amtet ligger i den nordlige del af delstaten ved Lake Erie, og det grænser op til Lorain County i øst, Huron County i syd, Sandusky County i vest og mod Ottawa County i nordvest. Amtet grænser desuden op til provinsen Ontario i Canada over Lake Erie i nord.
Erie Countys totale areal er 2.391 km², hvoraf 1.115 km² er vand. I 2000 havde amtet 79.551 indbyggere. Amtets administrationscenter ligger i byen Sandusky.
Amtet blev grundlagt i 1838 af land fra Huron County og er opkaldt efter indianerstammen Erie, som betyder kat eller vildkat.

## Demografi
Ifølge folketællingen fra 2000 boede der 79.551 personer i amtet. Der var 31.727 husstande med 21.764 familier. Befolkningstætheden var 121 personer pr. km². Befolkningens etniske sammensætning var som følgende 88,64 % hvide, 8,64% afro-amerikaner, 0,21% indianere, 0,37% af asiatisk oprindelse, 0,01% fra Stillehavsøerne, 0,53% med anden oprindelse og 1,60% fra to eller flere grupper.
Gennemsnitsindkomsten for en hustand var $42,746 årligt, mens gennemsnitsindkomsten for en familie var på $51,756 årligt.